# Hatta, Các Tiểu vương quốc Ả Rập Thống nhất
Hatta (tiếng Ả Rập: حتا) là một lãnh thổ tách rời của tiểu vương quốc Dubai, Các Tiểu vương quốc Ả Rập Thống nhất.

## Địa lý
Hatta cách phần lãnh thổ chính của tiểu vương quốc Dubai khoảng 134 km (83 mi) về phía đông. Nơi đây toạ lạc tại một điểm khá cao trên dãy Hajar. Nó tiếp giáp với Oman về phía đông-nam, với lãnh thổ tách rời Masfout của Ajman về phía tây, với Ras al-Khaimah về phía bắc.

## Lịch sử
Hatta trước mang tên Hajarain và trở thành lãnh thổ lệ thuộc của Dubai dưới thời Hasher Bin Maktoum, sau khi Sultan Turki bin Said của Oman thấy mình không đủ sức phòng giữ nó trước quân Na'im, một lực lượng từ Buraimi đã chiếm đóng Masfout (ngày nay là một phần tiểu vương quốc Ajman). Cho tới năm 1906, ngôi làng này vẫn có tên Hajarain.
Ngôi làng Hatta cũ có hai tháp canh xây từ những năm 1880, một pháo đài xây năm 1896, cùng nhà thờ Juma xây năm 1780 - công trình cổ nhất tại Hatta. Khi xưa, hệ thống falaj cấp nước cho nơi này và nay hệ thống nay đã được phục hồi. Do Hatta nằm trên núi, đây từng là nơi cư dân Dubai xưa đến tránh cái nóng của vùng duyên hải.
Từ đầu thập niên 1980, Hatta trở thành điểm đến cho du khách phương tây và cư dân địa phương trên tuyến đường 'phượt wadi' từ Hatta, Mahdah và Al Ain.

## Kinh tế
Nhân tố kinh tế chính của Hatta là du lịch và nước. Xưa người dân trồng chà là, lấy trái cây làm thức ăn và thân cây làm vật liệu xây dựng. Hatta ngày nay có một làng di sản, với những ngôi nhà truyền thống được kiến tạo. Đây là điểm đến cuối tuần cho cả người cắm trại và khách ở khách sản Pháo đài Hatta, nằm cách đập Hatta chỉ 2,7 km (1,7 mi).
Đập Hatta được xây hồi thập niên 1990 để cung cấp điện, nước. Hatta Kayak là một điểm chèo kayak nổi tiếng ở Các Tiểu vương quốc Ả Rập Thống nhất. Sở điện nước Dubai (DEWA) dựa kiện xây một nhà máy thủy điện tích năng công suất 250 MW nằm cách đập Hatta 300 mét (980 ft).

## Thể thao
Nơi đây có đội bóng đá Hatta Club.

## Hình ảnh

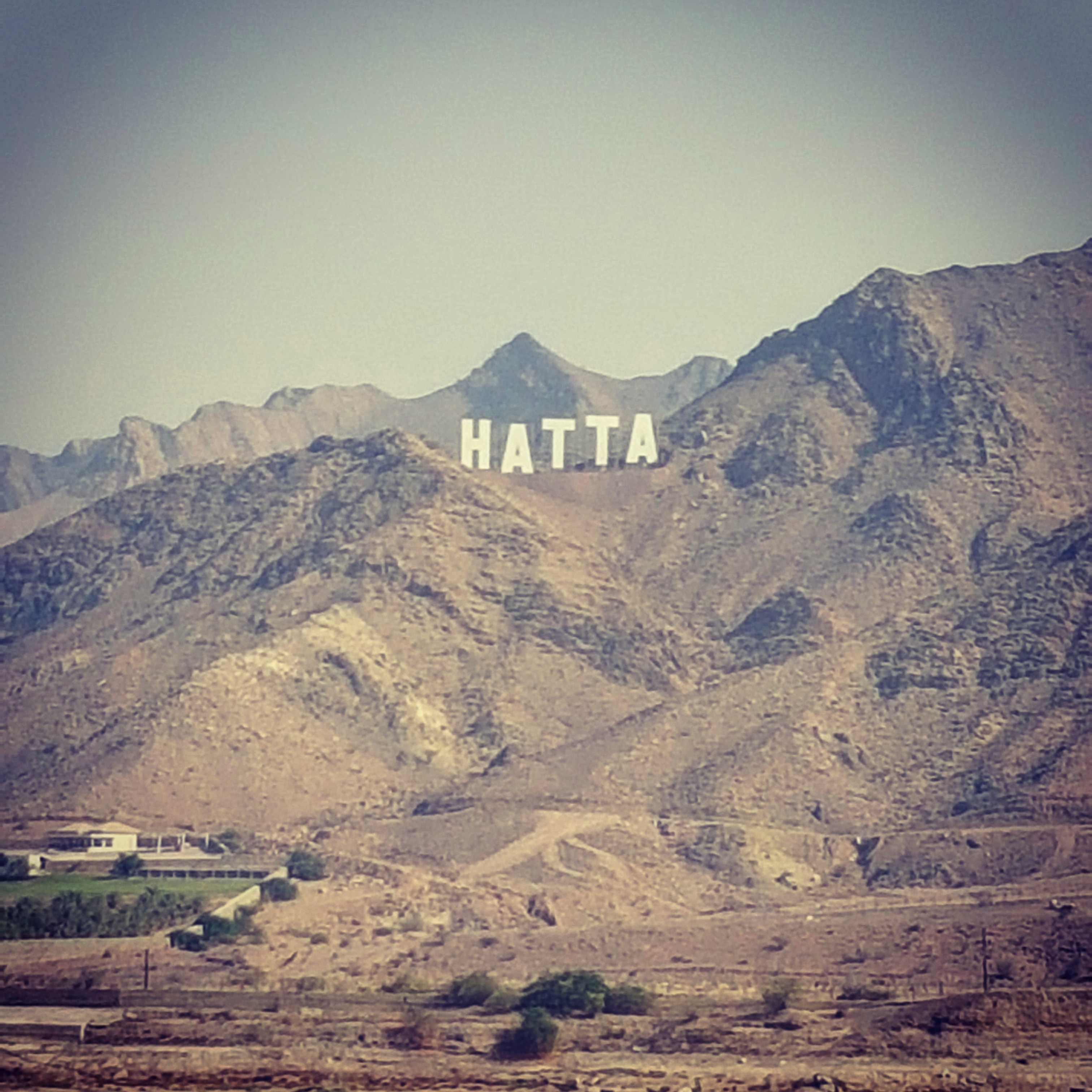
Bảng hiệu Hatta
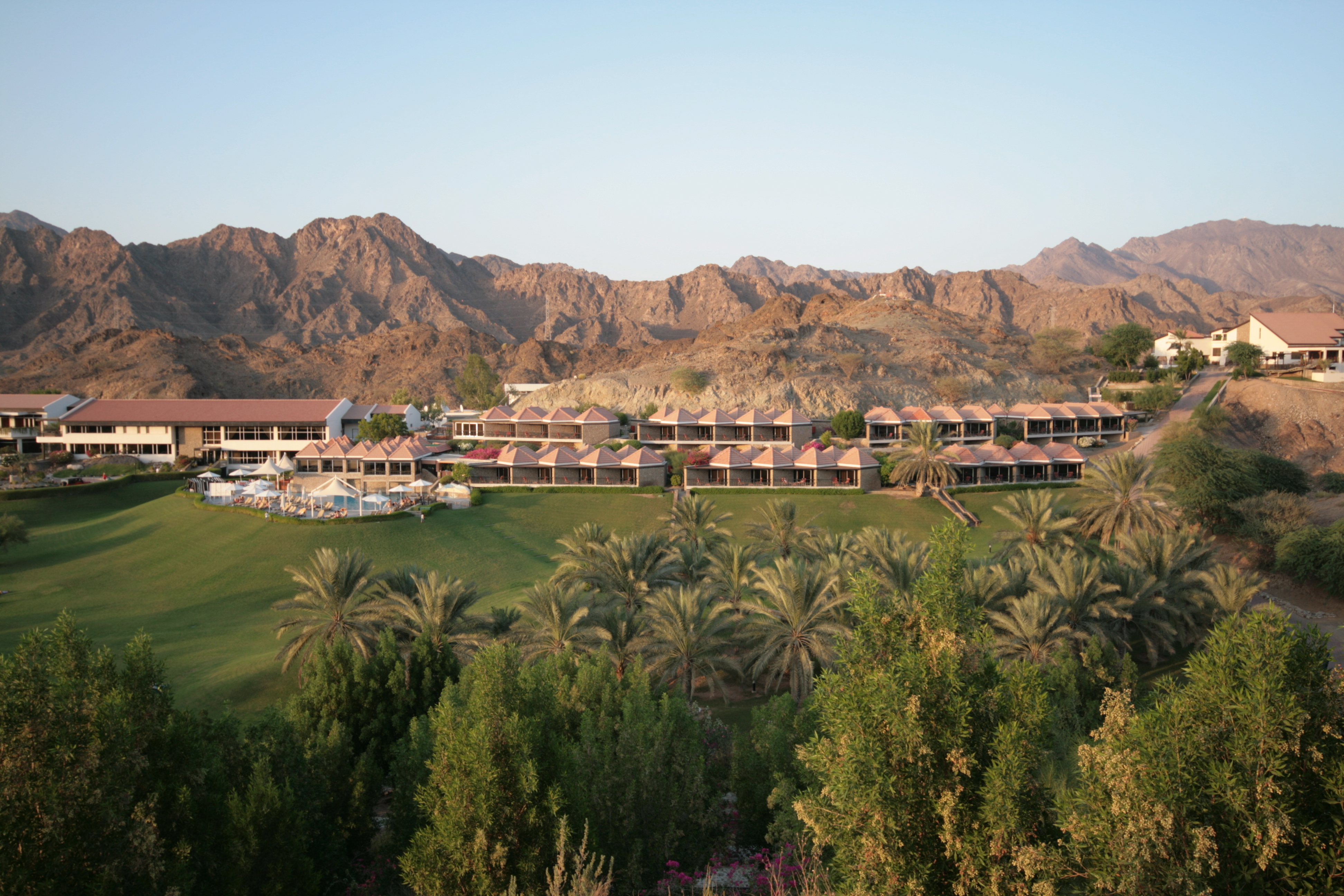
Khách sạn Pháo đài Hatta
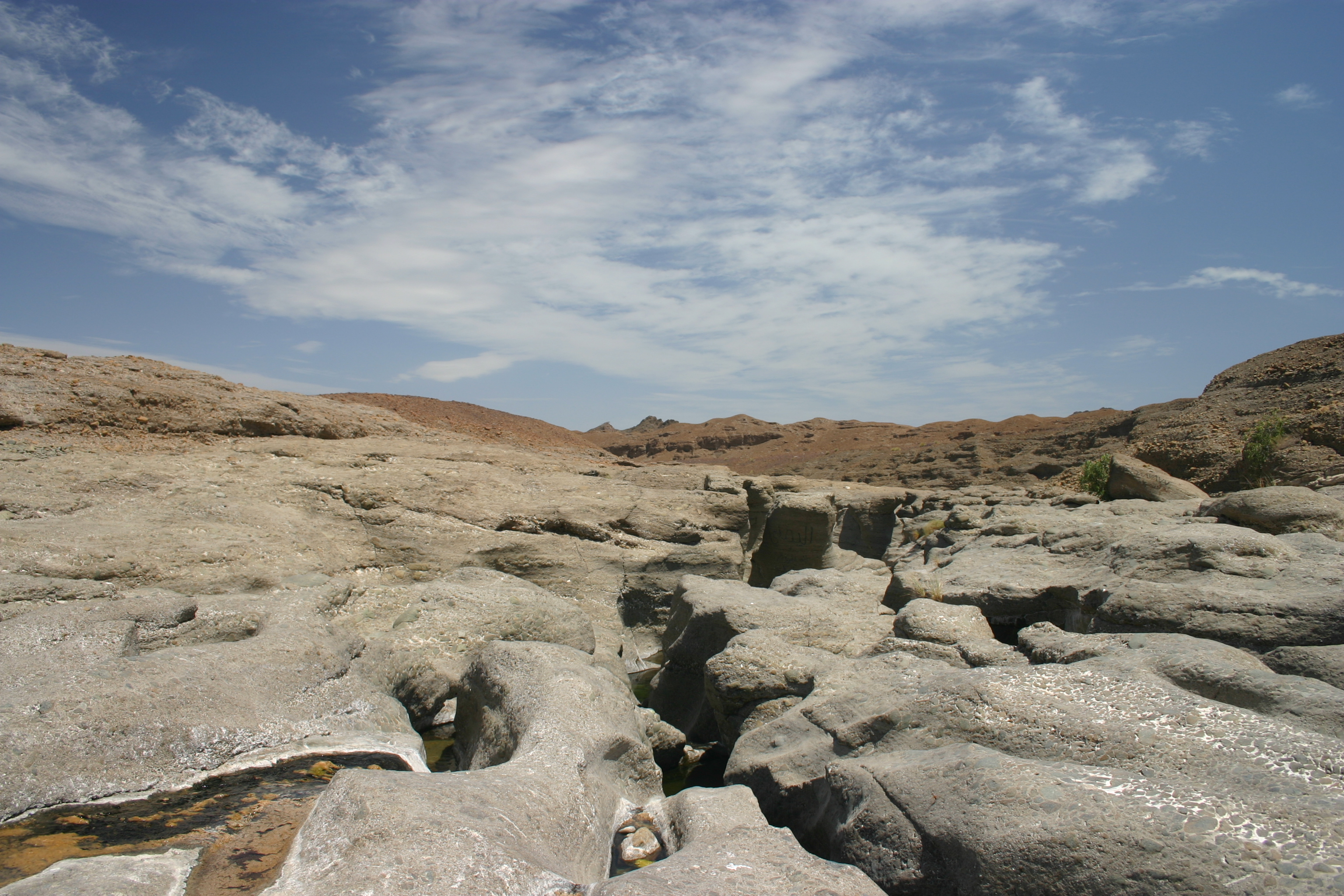
Lạch nước tại Hatta
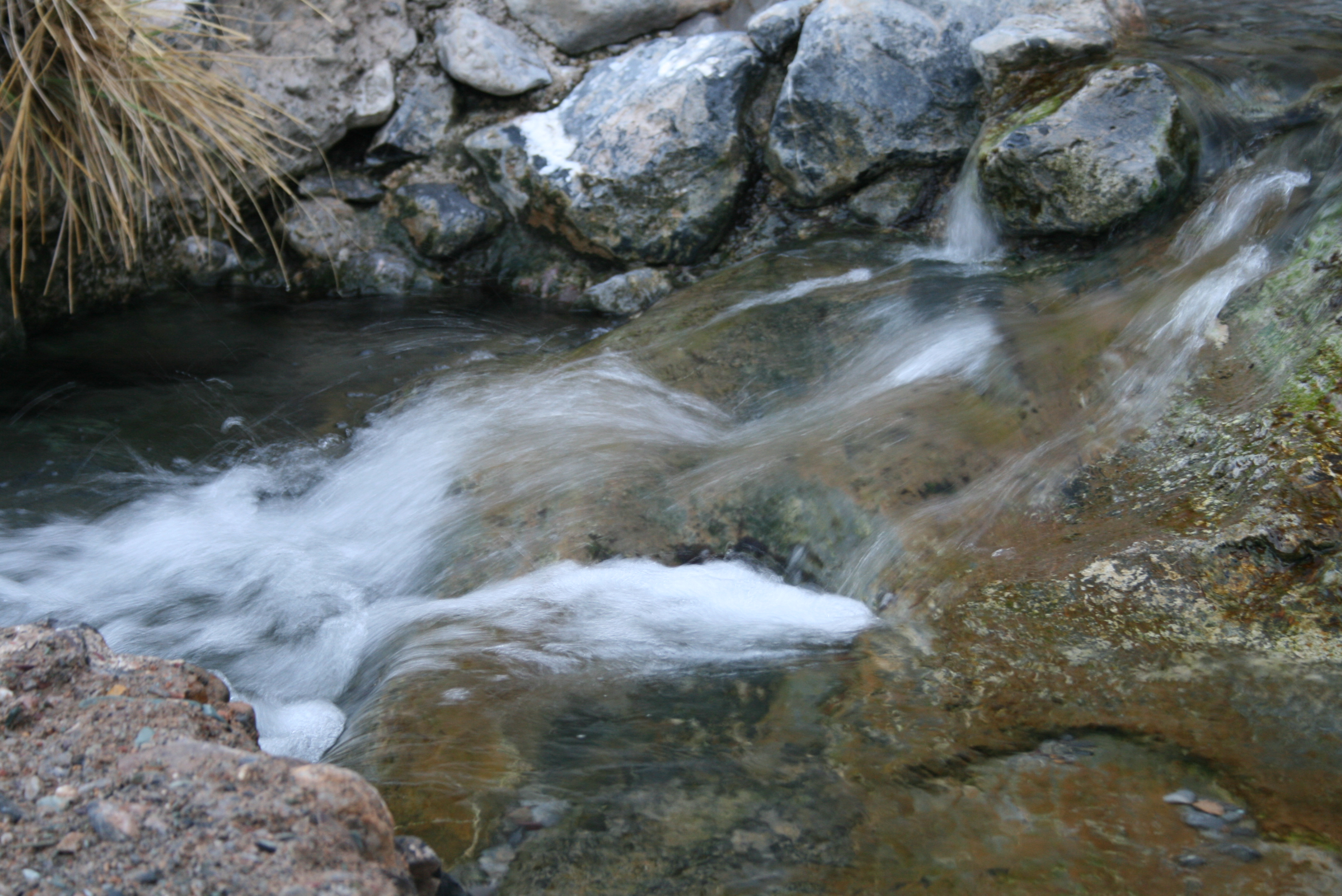
Suối tại Hatta
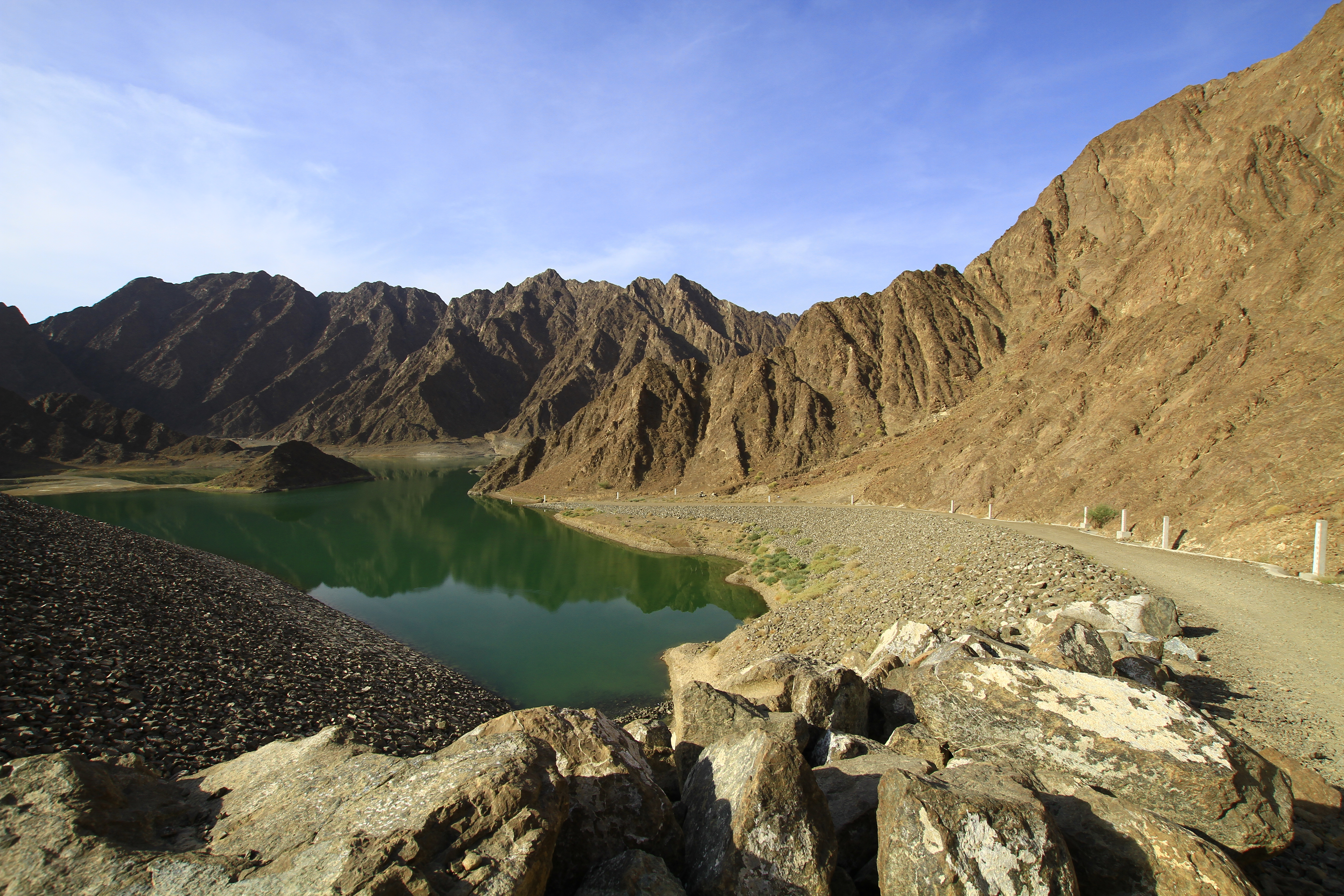
Đập Hatta
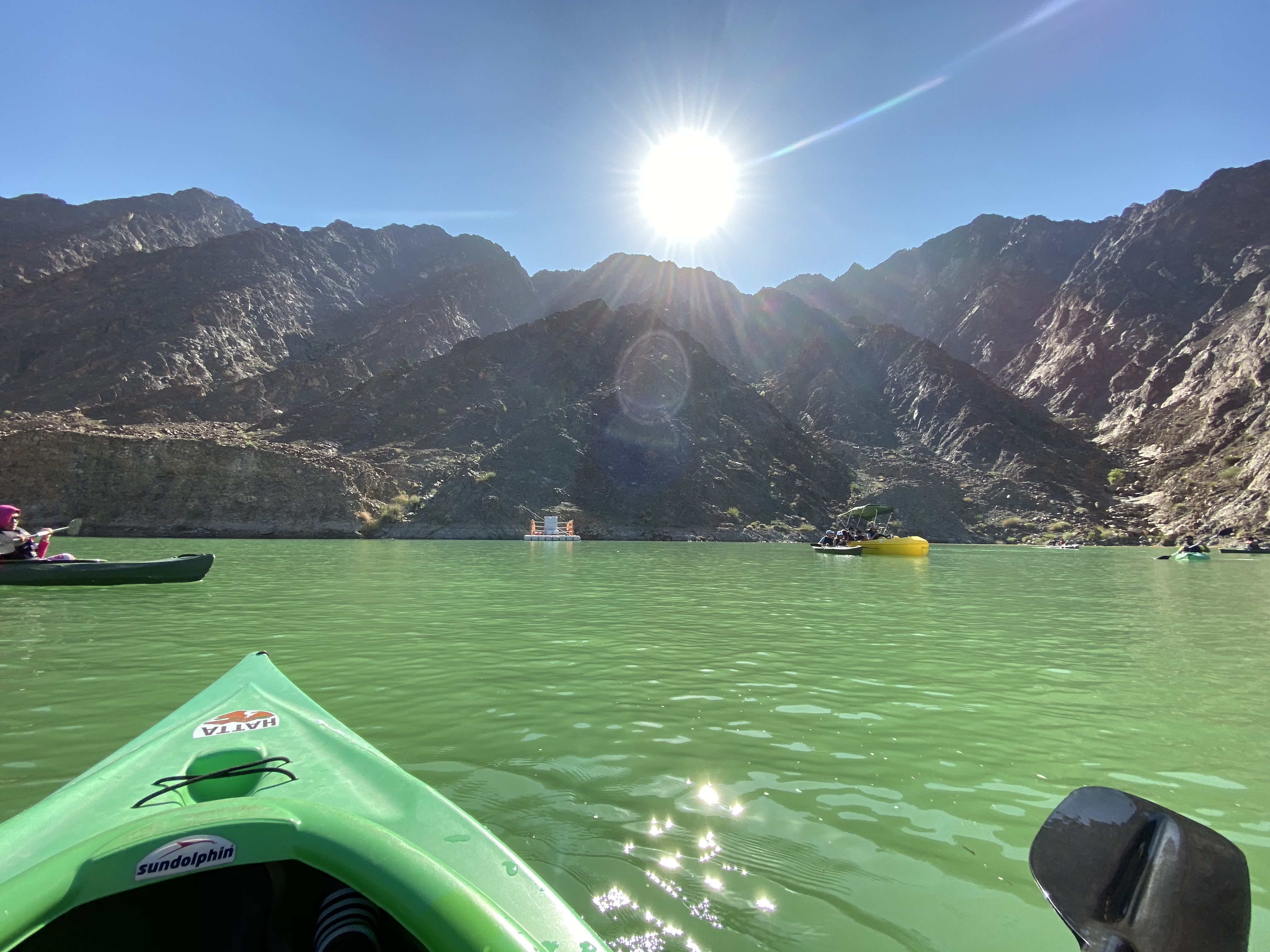
Chèo kayak trên đập Hatta
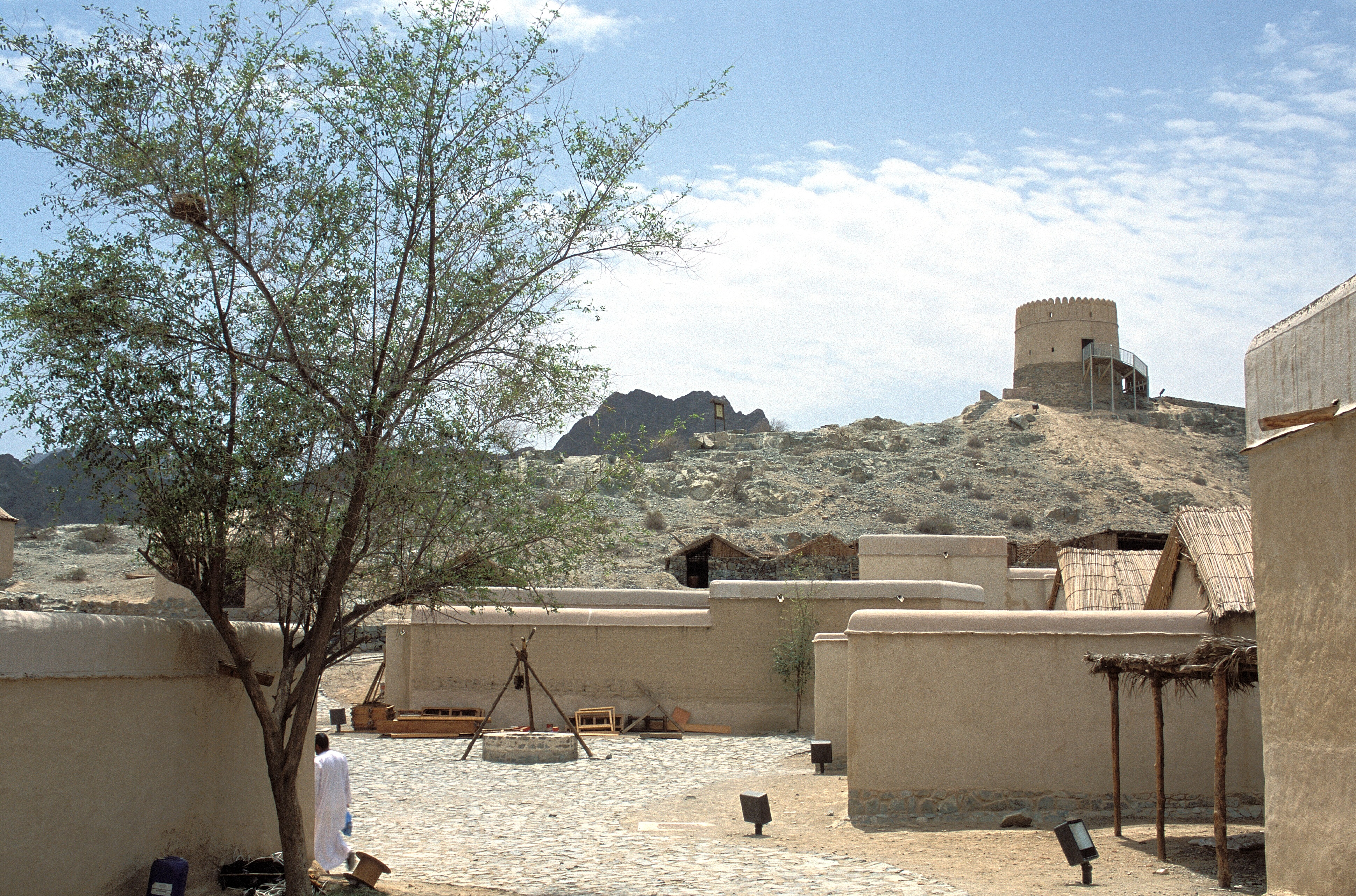
Làng di sản Hatta
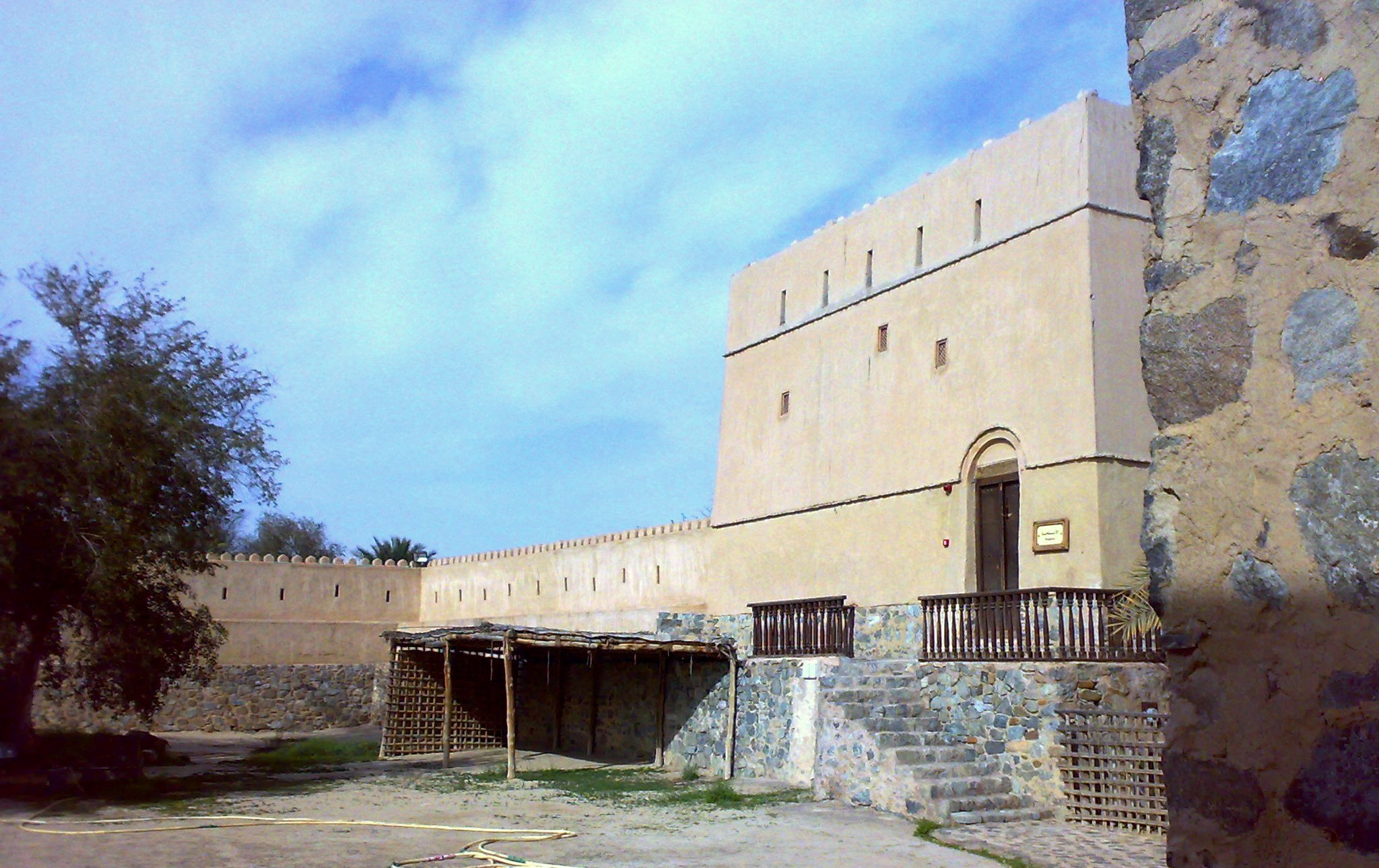
Pháo đài Hatta